# Aldo Sarullo
Aldo Sarullo (Palermo, 18 giugno 1947) è un regista, drammaturgo e sceneggiatore italiano, autore teatrale e televisivo e docente in varie istituzioni. Vincitore del Premio letterario Mario Luzi per la raccolta di racconti "Il treno fa Storie". Di conseguenza, è stato insignito del titolo di Benemerito della Repubblica Italiana.

## Biografia
Laureato in giurisprudenza, negli anni settanta esercitò la professione di avvocato a Palermo. Figlio dello storico dell'arte Luigi Sarullo, sin dagli anni settanta si è dedicato alla regia ed alla drammaturgia.
Divenuto un regista pirandelliano, come scrittore di teatro ha ottenuto alcuni riconoscimenti, tra cui il Premio Pirandello per la drammaturgia (nel 1978, con il dramma "Chiamami Cesare"), il Premio Rai per radiodrammi (nel 1984, con "Acquario") ed il Premio ASLA per il teatro (1992) ed è stato finalista del Premio internazionale Susa di teatro di prosa ('85, con il dramma "Cieli Privati").
Come drammaturgo e regista è stato inserito fra i venti drammaturghi italiani viventi di maggior interesse (Arezzo, Festival internazionale del Teatro, 1979 e 1980) e nel 1986 è stato chiamato dalla Harvard University di Boston–Cambridge a commemorare il cinquantenario della morte di Luigi Pirandello. Nel 1986 ha tenuto uno stage di sei mesi sul proprio teatro su incarico della Cattedra di Storia dello spettacolo, a Magistero, dell'Università di Palermo. Ha insegnato recitazione.

## Opere e regie
Come autore ha lavorato principalmente per il teatro, dove ha affrontato tematiche pirandelliane in chiave drammaturgica. Come drammaturgo, sceneggiatore e regista teatrale e televisivo, Sarullo ha scritto o diretto circa 40 lavori teatrali e 7 originali TV per la Rai, per la quale ha curato anche la regia e la sceneggiatura di radiodrammi oltre a programmi radiofonici di informazione. Nel 1984 ha collaborato al film di Giuseppe Ferrara Cento giorni a Palermo sulla vicenda del generale Carlo Alberto dalla Chiesa.  Nel 1987 è stato uno degli interpreti de L'ombra nera del Vesuvio, mini-serie tv Rai con la regia di Steno e prodotto da Turi Vasile. Nello stesso anno ha partecipato come autore e regista alla rassegna teatrale "Bella non disprezzarmi se prima non m'assaggi",
promossa da Teatès di Michele Perriera, con l'atto unico "Cieli privati".
È stato anche regista per la Rai del primo Maxiprocesso di Palermo nel 1986.
Sarullo ha diretto, tra gli altri, gli attori Arnoldo Foà, Lydia Alfonsi, Vittorio Sanipoli, Rina Franchetti, Fioretta Mari, Ennio Balbo, Mariella Lo Giudice, Peppe Barra e Daniela Fazzolari.
È stato presidente dell'Accademia statale di Belle Arti di Palermo (1998-2001) e presidente del teatro lirico-operistico Luglio Musicale Trapanese (2001-2005). Ha diretto tre edizioni del Festino di Santa Rosalia e fa parte del Comitato tecnico-scientifico del 400° Festino nel 2024.
Nel 2005 è uno degli autori del talk show di Rai 2 "Punto e a capo". Nel 2009, in occasione del 60º anniversario della costituzione della Nato, celebrata a Roma in Senato, realizzò il documentario sulla storia della Nato che fu trasmesso in aula.
Nel giugno 2011 ha curato la regia della prima “Maratona di scherma”, ideata da Renzo Musumeci Greco e svoltasi a Roma impegnando 300 schermidori e con la partecipazione di Giancarlo Giannini, Enrico Montesano e Paola Saluzzi.
Nel giugno 2012 ha curato la regia della seconda edizione della “Maratona di scherma” nella piazza del Campidoglio di Roma. Con Renzo Musumeci Greco e Paola Saluzzi, l'ospite d'onore è stato Michele Placido.

## Altre attività
Oltre ad aver interpretato qualche cameo cinematografico, è stato curatore d'immagine, creatore di eventi, consulente di istituzioni e personalità italiane. È stato consulente artistico del comune di Palermo e personalmente del sindaco Leoluca Orlando (dall'85 al '91), dei comuni di Monreale (1990) e Terrasini (1991), consulente per comunicazione e immagine dell'AST-Azienda Siciliana Trasporti ('98-'99), consulente dell'assessore regionale della sanità (2000-2001), consulente per arte e cultura del comune di Trapani (2001) e consulente d'immagine della Asl 3 di Catania (2001).
Sarullo è stato, inoltre, presidente della Biblioteca Fardelliana di Trapani (2001) e vicepresidente del Consorzio Universitario Trapanese (2001).
Autore di pubblicazioni su temi letterari, socio–antropologici, politici, ideatore e realizzatore di manifesti pubblicitari e spot TV, condirettore della rivista Regione Mediterranea, è dal 2001 opinionista de La Repubblica (edizione siciliana) ed ha scritto per i quotidiani Il Tempo, Avvenire, Giornale di Sicilia, Libero, La Verità, con "Il Fatto Quotidiano" e il settimanale L'Espresso online. 
Dal giugno 2008 al marzo 2013 è Consigliere per gli Affari Culturali della presidenza del Senato.
Nel novembre 2010 ha pubblicato lo zibaldone Il venditore di pensieri. 
Nel 2010 ha condotto in televisione su Rai International, all'interno del programma Italia è..., la rubrica Venditore di pensieri ed ha dato il medesimo titolo ad una sua rubrica mensile sulla rivista S.
Dal giugno 2013 ha trasferito la rubrica sul quotidiano on line Sicilia Informazioni e dal gennaio 2014, con il medesimo titolo, anche sul quotidiano on line L'Occidentale. Nel 2015 ha collaborato al quotidiano on line Il Nord. Nel 2020 ha pubblicato il romanzo Latitudine Palermitana(4). Nel 2021 ha partecipato alla Maratona-Sciascia, promossa dalla Strada degli scrittori (5). Nel 2024 è uno dei protagonisti del docu-film "Falcone e Borsellino - Il fuoco della memoria".

## Opere
- Il venditore di pensieri, Novantacento editrice - Palermo, 2010
- Ucronia, 90/100 inedizioni, Palermo - Roma